# Contrat masochiste
Le contrat masochiste  est un pacte qui établit la relation entre un(e) masochiste et son bourreau.

## Contrat masochiste

### Selon Gilles Deleuze
Pour Gilles Deleuze, c’est le pacte qui unit le masochiste à son bourreau:
« L’erreur serait de penser que la dominatrice dirige réellement le jeu : elle n’est dominatrice qu’en apparence. La séance repose sur un pacte ».
« Le second caractère du masochisme, encore plus opposé au sadisme, est le goût du contrat, l’extraordinaire appétit contractuel. Le masochisme doit être défini par ses caractères formels, non pas par un contenu soi-disant dolorigène. Or, de tous les caractères formels il n’y en a pas de plus important que le contrat.
La « forme du contrat  »  pour Gilles Deleuze:
Le masochisme ne peut pas se séparer du contrat, mais en même temps qu’il le projette sur la femme dominante, il le pousse à l’extrême, en démonte les rouages et, peut-être, le tourne en dérision.
Pour Gilles Deleuze « Il n’y a pas de masochisme sans contrat ou sans quasi contrat dans l’esprit masochiste. »
Gilles Deleuze questionné par Michel Foucault donne la définition du contenu apparent du mot masochisme (association de la douleur et du plaisir sexuel).

#### A propos du sadisme
Si les relations masochistes dépendent du contrat, ce n'est pas le cas du sadisme. D'après Gilles Deleuze, « il n'y a pas de masochisme sans contrat ou sans quasi-contrat. » On peut considérer que le contrat écrit est une pratique, une sorte de cérémonial de l’accord mutuel. Le contrat verbal est aussi la base de la relation acceptée par les deux parties et qui serait le quasi-contrat selon Gilles Deleuze. D'après Gilles Deleuze, « jamais un vrai sadique ne supportera une victime masochiste », c'est pourquoi le sadisme ne dépend pas du contrat. A ce titre Gilles Deleuze prend pour référence le Marquis de Sade  : Justine ou les Malheurs de la vertu, l'une des victimes des moines précise « Ils veulent être certains que leurs crimes coûtent des pleurs, ils renverraient une fille qui se rendrait à eux volontairement »,.

### Selon Éric Alliez
Pour Éric Alliez relisant et analysant Gilles Deleuze et adjoignant les engagements « politiques » (au sens philosophique) de ce dernier, il s'agit d'un contrat privé avec la mère orale qui annule la loi du père.

### Selon Serge André
Pour Serge André, à propos du contrat masochiste : 
« Au niveau de la jouissance, le masochiste est l’esclave, mais au niveau du désir, le vrai maître, c’est lui ».

### Selon Paul-Laurent Assoun
C'est la passion du joug ou la servitude contractualisée pour Paul-Laurent Assoun dans son essai du même nom .
Toujours selon Paul-Laurent Assoun le masochiste est tout sauf un improvisateur, il obéit au règlement, obéit au plus stricte règlement, à condition de l’avoir lui-même institué

### Selon Roland Jaccard
Pour Roland Jaccard, la violence est légitimée par le pacte que signent les deux partenaires. Et selon lui, « le héros de Sacher Masoch substitue le contrat qui lie l'homme à la femme, à la mère, mais qui exclut le père ». Il précise par ailleurs que « Chez Sacher-Masoch, l'esclave éduque le maître. Le contrat est d'abord un contrat d'apprentissage. La violence permet la rédemption et le vice y est, comme dirait Cioran, « une envolée de la chair hors de sa fatalité » ».

## Contrats de Sacher Masoch
- Le contrat entre Sacher-Masoch et Wanda[12]

- Le contrat entre Mme Fanny de Pistor et Léopold von Sacher-Masoch[13]

- Récit d'un contrat de Sacher-Masoch[14]. (À noter dans ce texte, la façon dont la victime « dresse » sa bourrelle — Il lui dicte ce qu'elle doit faire. Et à la fin, il exige qu'elle porte des fourrures pour le châtier —).